# Egon von Oppolzer
Egon von Oppolzer (født 13. oktober 1869 i Wien, død 15. juni 1907 i Innsbruck) var en østrigsk astronom, søn af Theodor von Oppolzer. 
von Oppolzer studerede astronomi i Wien og München, blev 1897 assistent ved observatoriet i Prag og 1901 professor i astronomi ved Universitetet i Innsbruck, hvor han væsentlig for egen bekostning, grundlagde og rigelig udstyrede et observatorium, som var færdig ved hans død. 
von Oppolzer har beskæftiget sig med solfysik, refraktion, fotometri og fysiologisk optik og i fagtidsskrifter publiceret afhandlinger herom.